# Faraglioni

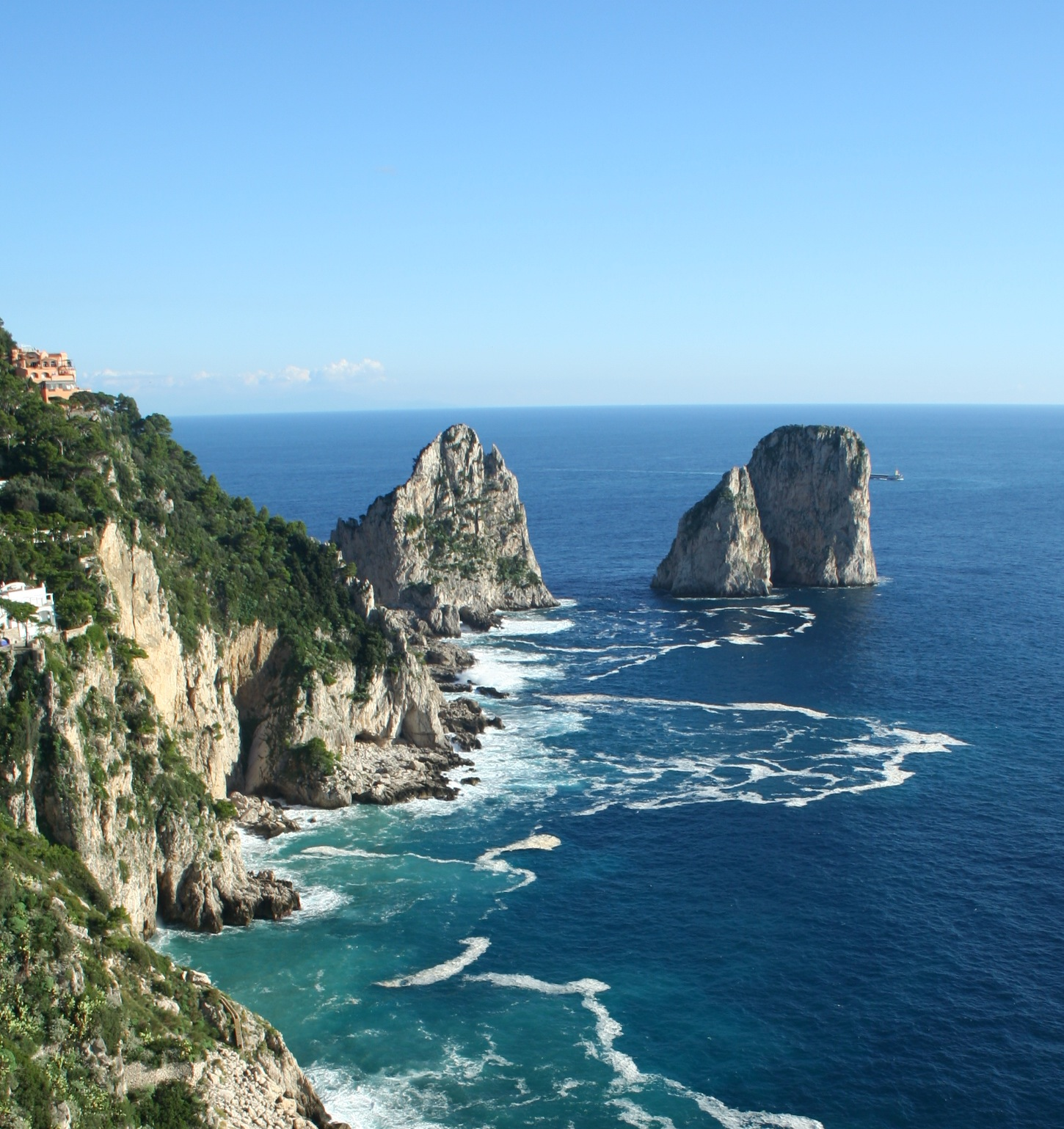
Wahrzeichen Capris: die Faraglioni

Die Faraglioni im Mittelmeer vor den Küsten der italienischen Halbinsel sind überwiegend kegel- bis nadelförmige Felsformationen. Am bekanntesten sind wohl die vier Faraglioni vor der Insel Capri im Golf von Neapel, aber derartige Klippen finden sich auch andernorts westlich und östlich von Italien. Sie können aus Kalkstein – wie vor Capri – oder aus vulkanischem Material sein.

## Name
Das italienische Wort „Faraglione“ (Mehrzahl „Faraglioni“) leitet sich von dem griechischen „pharos“ (deutsch: Leuchtfeuer) her. In der Antike wurden exponierte Felsen häufig durch Feuer beleuchtet, um Seefahrern die Orientierung und Navigation zu erleichtern.

## Die vier Faraglioni vor Capri

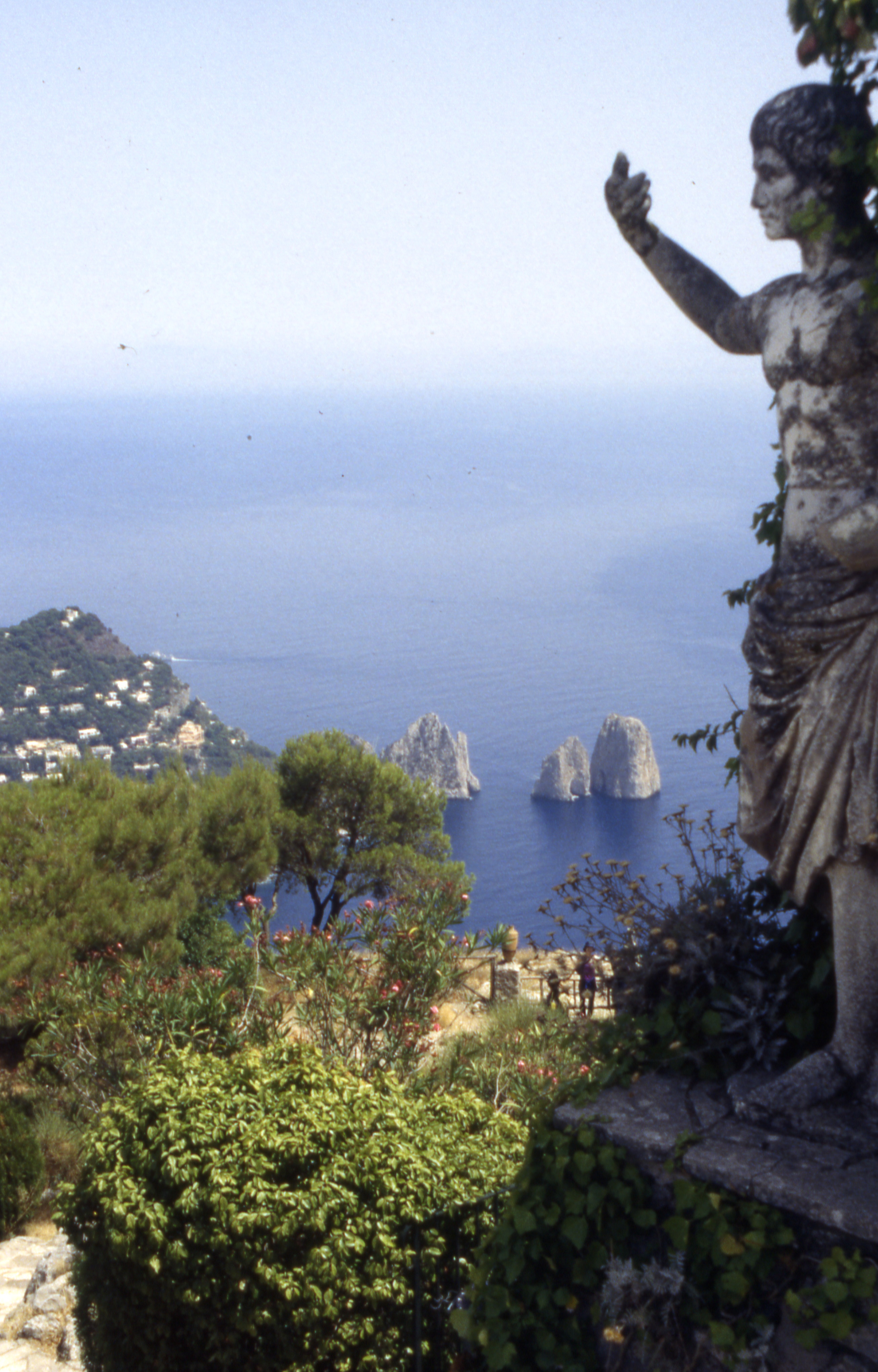
Blick von monte Solaro auf die Faraglioni
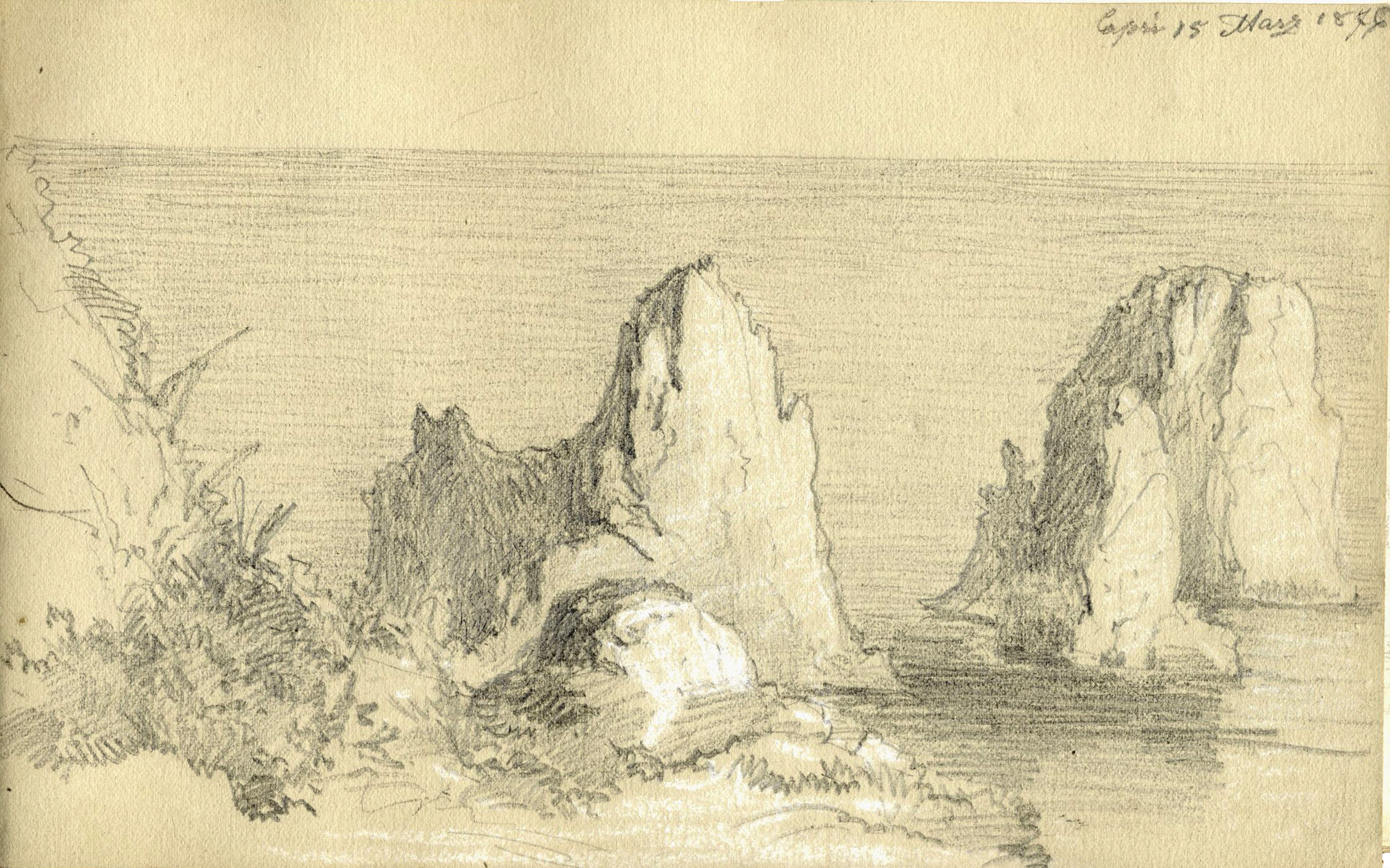
Anna Susanna Fries. Skizze von 1876
Leo Wehrli. Dia von 1932

Die vier Faraglioni vor Capri (⊙) liegen im Meer unmittelbar vor der Südostspitze der Insel.

### Geographie
Drei der Felsen reihen sich nach Süden zu hintereinander:
- Der „Faraglione di terra“, auch „Stella“ genannt (deutsch: Faraglione zum Land hin bzw. Stern), ist mit 109 m Höhe der größte; sein nördlicher Rand beginnt nur etwa 20 m von der Inselküste entfernt.
- In 100 m Abstand folgt der „Faraglione di mezzo“ (deutsch: Faraglione in der Mitte). Er ist 81 m hoch und besitzt auf Meereshöhe einen natürlichen Tunnel von 60 m Länge, der mit kleineren Booten durchfahren werden kann.
- Der „Faraglione di fuori“ oder „Scopolo“ (deutsch: äußerer Faraglione bzw. einfach Klippe) ganz im Süden ist vom mittleren Felsen lediglich durch 20 m Wasser getrennt und weist eine Höhe von 104 m auf.

Etwa 150 m östlich des größten Faraglione, in Richtung der „Bocca Piccola“, der Kleinen Mündung des Golfs von Neapel, ragt ein vierter, kleinerer Felsen aus dem Meer, der „Scoglio del Monacone“ (deutsch: Einsiedler-Klippe wegen der Lage abseits der Dreiergruppe oder Mönchsrobben-Klippe wegen der früher dort lebenden Robben).

### Tourismus
Neben der Blauen Grotte gelten die vier Faraglioni als Hauptattraktion für die Besucher der Insel Capri. Vom gleichnamigen Hauptort auf der Höhe der Insel führt die Via dei Faraglioni in Serpentinen hinab zum Strand, wo der inselnächste Faraglione nur etwa 50 m entfernt ist.

### Biologie
Auf den vier Faraglioni ist eine seltene Eidechsenunterart beheimatet, die Lucertola Azzurra (deutsch: Blaue Eidechse). Sie trägt diesen Namen, weil ihre Körperoberfläche eine intensiv blaue Pigmentierung aufweist, die als Anpassung an den felsigen Untergrund gilt und der Tarnung gegen tierische Fressfeinde dient, in erster Linie Greifvögel. Früher nahm die Wissenschaft an, diese Unterart sei bei Capri endemisch; inzwischen sind jedoch auch Vorkommen auf den Faraglioni vor der Küste Siziliens bekannt.

## Andere Faraglioni
Weitere ähnlich geformte Felsen liegen beispielsweise vor Sizilien, wie erwähnt, oder vor den Inseln Pantelleria, Lipari und Ponza sowie in der Baia dei Mergoli vor dem Gargano, dem „Sporn“ der italienischen Halbinsel.

Faraglioni di Scopello bei Castellammare del Golfo vor Sizilien (⊙)
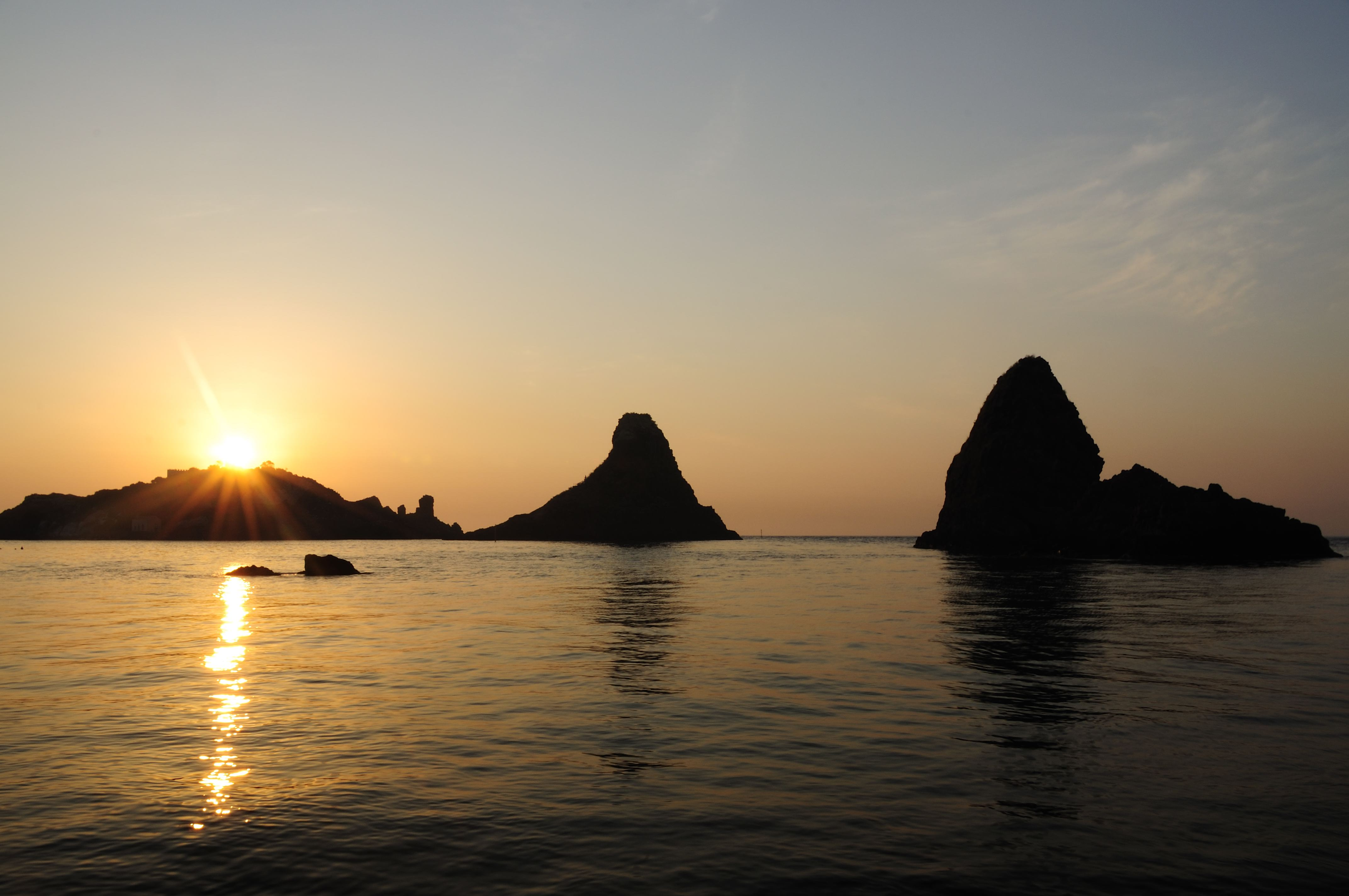
Faraglioni dei Ciclopi vor Sizilien (⊙)
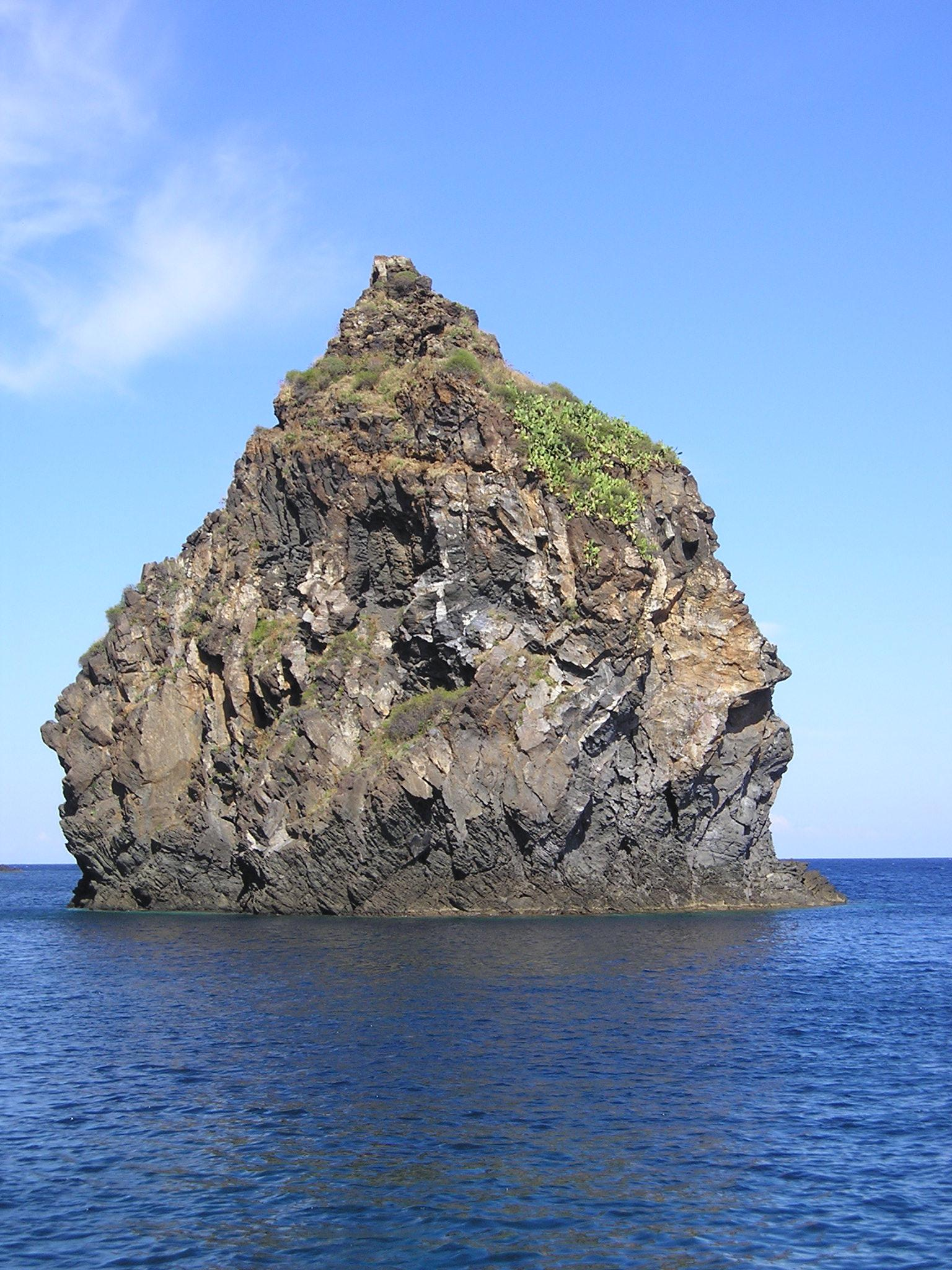
Faraglione di Tracino vor der Insel Pantelleria (⊙)
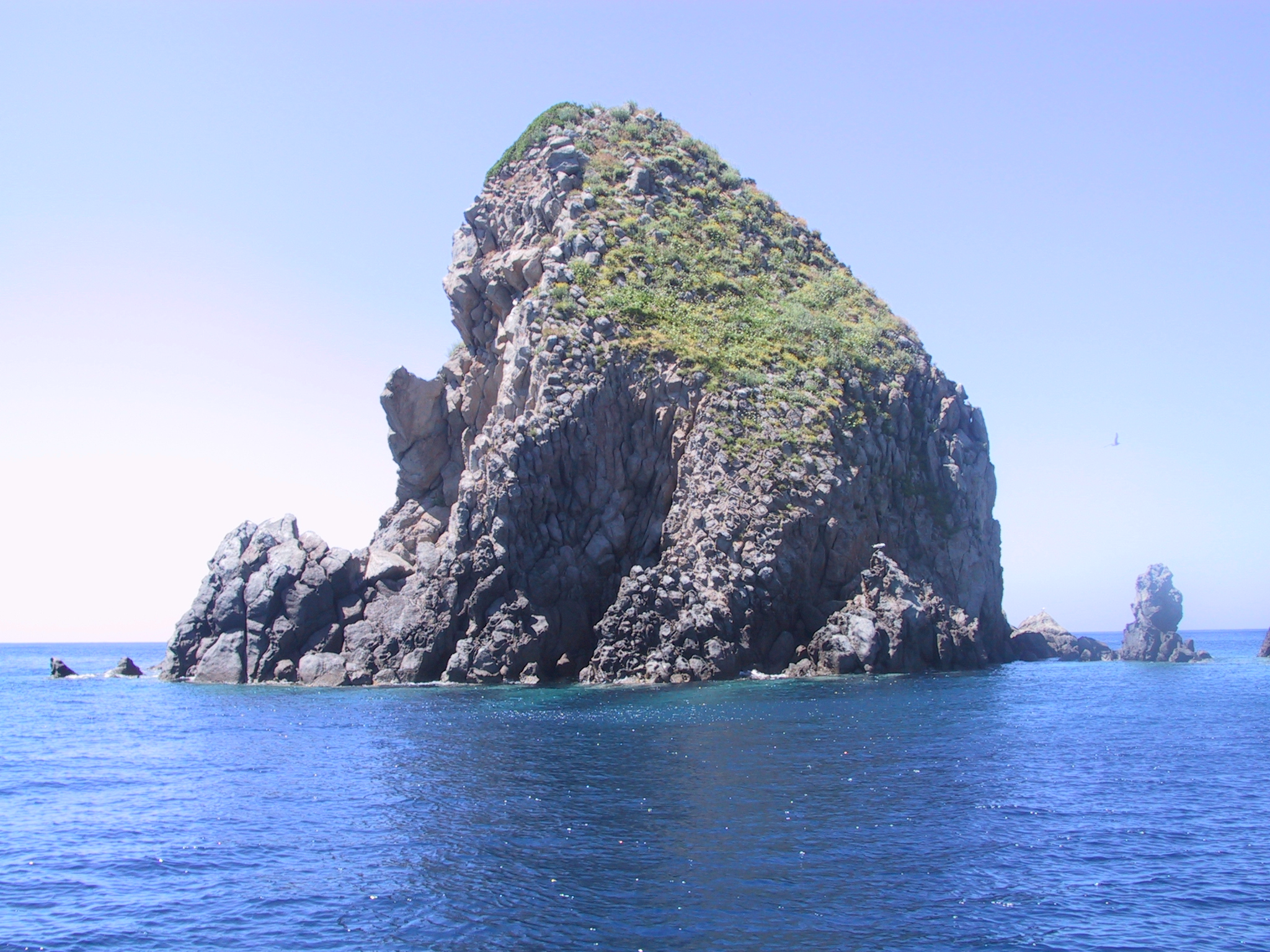
Faraglioni della Madonna, Faraglioni di Calzo u. a. vor der Insel Ponza (⊙)
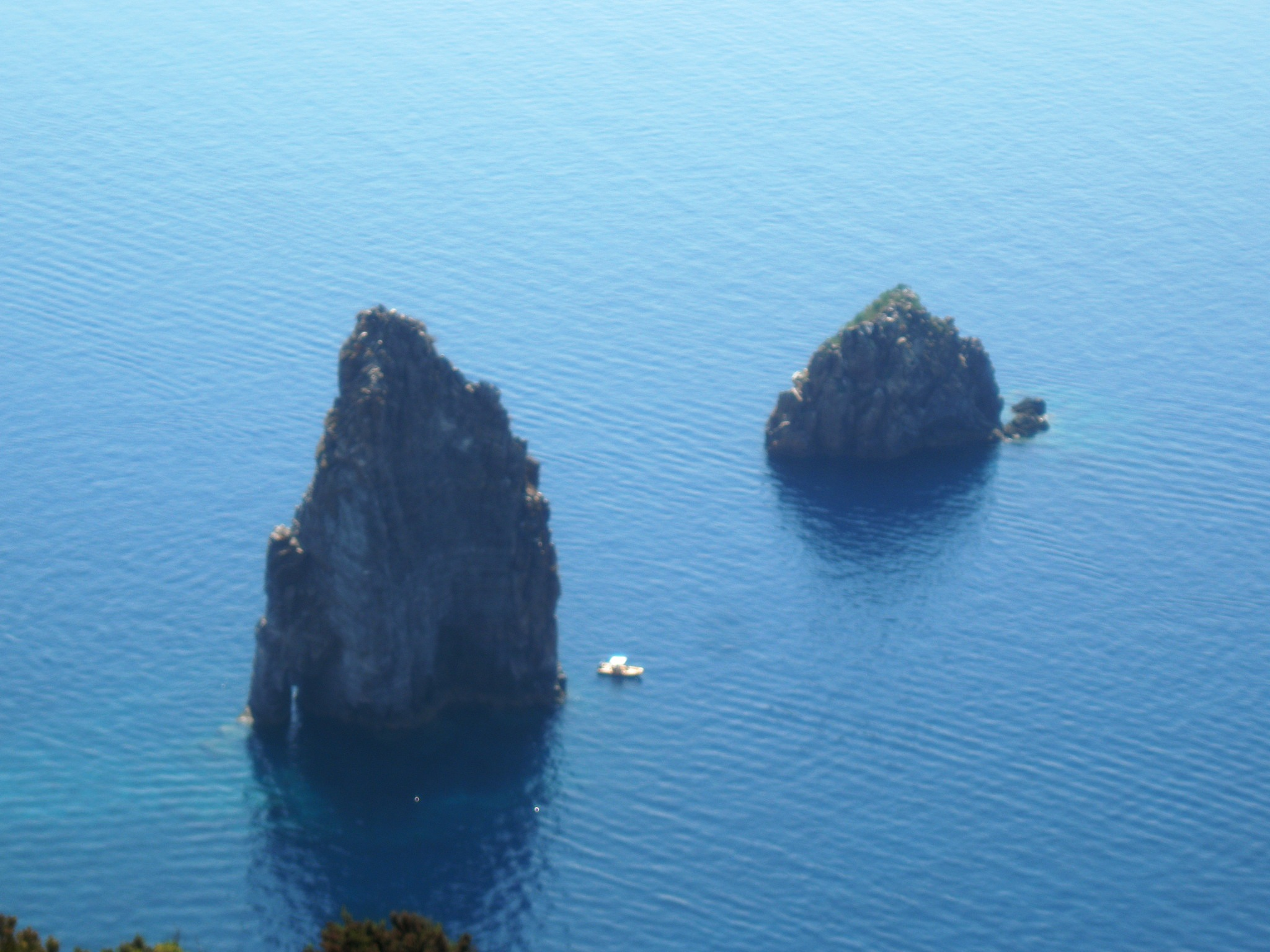
Faraglioni (Pietra Lunga und Pietra Menalda) vor der Insel Lipari (⊙)
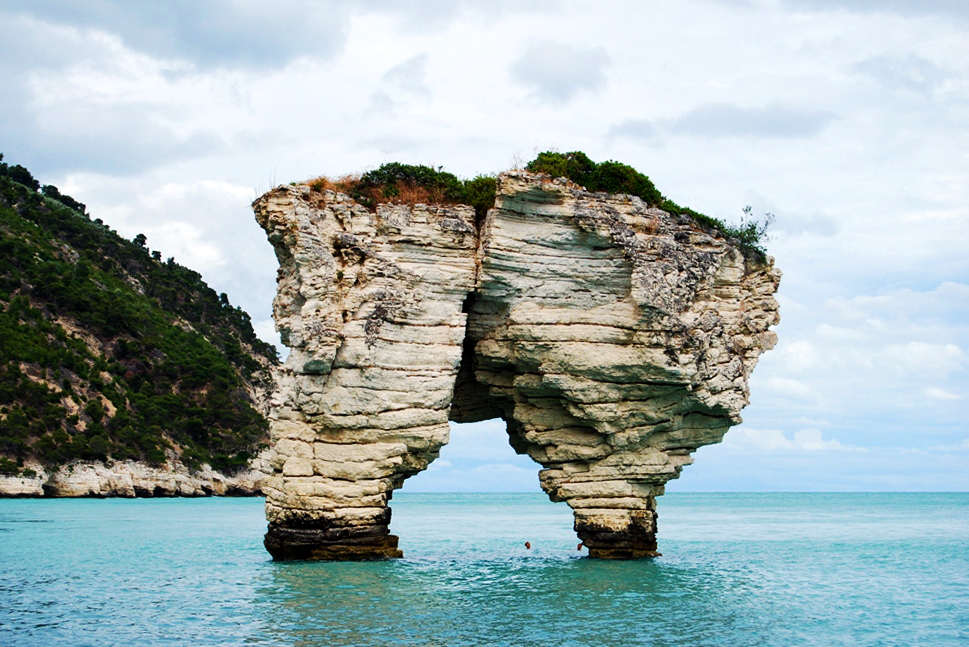
Faraglioni di Puglia vor dem Gargano (⊙)